# Vittia
Vittia là một chi rêu trong họ Amblystegiaceae.